# مرکز تکثیر و بازپروری یوز آسیایی پردیسان

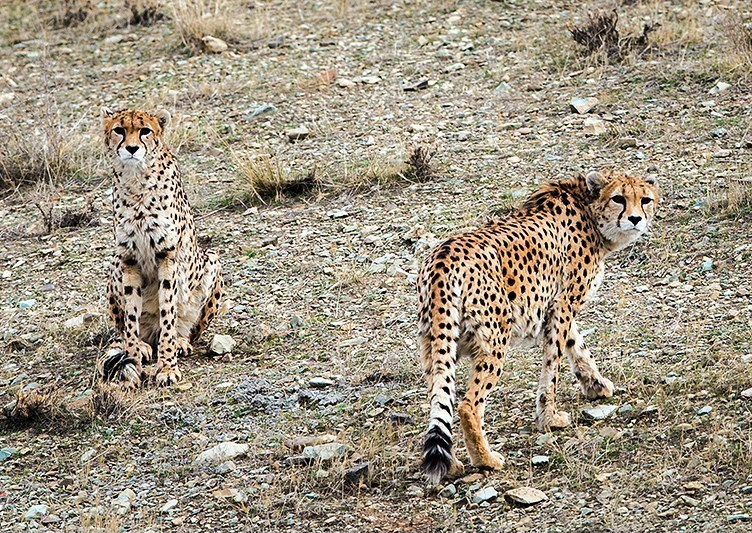
کوشکی (راست) و دلبر (چپ) دو یوزپلنگ ایرانی در مرکز تکثیر و بازپروری یوز آسیایی پارک پردیسان

مرکز تکثیر و بازپروری یوز آسیایی واقع در پارک جنگلی پردیسان با هدف نگهداری و تحقیق در سایتی به مساحت ۱٫۵ هکتار راه‌اندازی شده‌است.

## دلبر و کوشکی
مرکز تکثیر، سکونت‌گاه دو یوز آسیایی به نام‌های کوشکی و دلبر است که به ترتیب در بهمن سال ۸۶ و فروردین سال ۹۰ به دلیل تعقیب و گریز دامداران و سگ‌های گله در سن تقریبی ۳ الی ۴ ماهگی از مادر جدا شدند و وارد این مرکز شدند.
دست‌اندرکاران طرح حفاظتی تحقیقاتی درصدد هستند تا امکان زادآوری این دو حیوان را تحت اسارت فراهم سازند. البته بر پایهٔ داده‌های منتشر شده از طرف موسسه زیست‌شناسی حفاظتی اسمیتسونین احتمال زادآوری در شرایط اسارت، کم است.